# جوني باتريك
جوني باتريك (بالإنجليزية: Johnny Patrick)‏ هو لاعب كرة قدم أمريكية أمريكي، ولد في 17 أغسطس 1988 في ديلاند في الولايات المتحدة.

## وصلات خارجية
- جوني باتريك على موقع مرجع كرة القدم المحترفة.كوم (الإنجليزية)